# Trochosa reimoseri
Trochosa reimoseri là một loài nhện trong họ Lycosidae.
Loài này thuộc chi Trochosa. Trochosa reimoseri được William Syer Bristowe miêu tả năm 1931.